# Torbiel ślinianki podjęzykowej
Torbiel ślinianki podjęzykowej, inaczej żabka (łac. ranula) – wariant pseudotorbieli z wynaczynienia śluzu (ang. mucous extravasation cyst, MEC) rozwijającej się w obrębie dużego gruczołu ślinowego, głównie ślinianki podjęzykowej. Występuje ona w każdym wieku, najczęściej jednak w drugiej dekadzie życia, nieco częściej u kobiet. Niezwykle rzadko w torbieli może rozwinąć się nowotwór złośliwy.

## Etiopatogeneza
Przyczyną powstania torbieli w śliniance podjęzykowej jest zaburzenie odpływu śliny na skutek zaczopowania przewodu wyprowadzającego ślinianki, którego powodem mogą być:
- kamica ślinianek,
- urazy okolicy podjęzykowej powodujące blizny zwężające przewód ślinowy,
- zapalenia, które mogą powodować zwężenie i zwłóknienie przewodu ślinowego, zaburzając w ten sposób odpływ śliny.

Na skutek zaburzenia odpływu gruczoł ślinowy powiększa się z powodu nagromadzenia zalegającej śliny (retencja) powodując wypchnięcie języka ku przodowi i uwypuklenie dna jamy ustnej.

## Objawy
- obrzęk okolicy podjęzykowej z wypchnięciem języka ku górze
- dysfagia
- utrudniona mowa (w przypadku dużych torbieli)

W badaniu wewnątrzustnym, w okolicy podjęzykowej widoczne jest różowo-niebieskie uwypuklenie kształtu owalnego, z przeświecającym pod ścieńczałą błoną śluzową nagromadzonym śluzem. Czasami palpacyjnie może być także wyczuwalny obrzęk okolicy podjęzykowej od strony szyi. Niekiedy torbiel samoistnie opróżnia się na skutek pęknięcia, jednak po kilku dniach dopełnia się ponownie.

## Leczenie
Leczenie polega na usunięciu torbieli zawsze wraz ze ślinianką podjęzykową, gdyż torbiel może nawracać. Usunięcie może być przeprowadzone przez cięcie w dnie jamy ustnej, a w przypadku dużych torbieli polega także na otwarciu okolicy podjęzykowej od strony zewnętrznej na szyi. Inną metodą leczenia jest marsupializacja ściany torbieli.